# Ibrahima Kebe
Ibrahima Kébé (Bamako, 2 de agosto de 2000) es un futbolista maliense. Juega como centrocampista y milita en el F. C. Penafiel de la Segunda División de Portugal.

## Trayectoria
Debutó con el Girona F. C. el 13 de junio de 2020 sustituyendo a Pape Maly Diamanka en un partido de Segunda División que finalizó en empate a cero frente a la U. D. Las Palmas. Con este equipo también se estrenó en Primera División en octubre de 2023 y jugó un total de 69 partidos antes de ser cedido al C. D. Mirandés en enero de 2024. Allí militó lo que quedaba de temporada y en julio fue prestado al Lommel S. K. Tras esta segunda cesión, ambas partes acordaron la rescisión de su contrato.
El 20 de agosto de 2025 fichó por el F. C. Penafiel portugués.

## Clubes
| Club                    | País     | Año       |
| ----------------------- | -------- | --------- |
| Girona F. C. "B"        | España   | 2019-2020 |
| Girona F. C.            | España   | 2020-2025 |
| C. D. Mirandés (cedido) | España   | 2024      |
| Lommel S. K. (cedido)   | Bélgica  | 2024-2025 |
| F. C. Penafiel          | Portugal | 2025-     |